# Jen Annett
Jen Annett (* 21. April 1985 in Kelowna) ist eine kanadische Triathletin und Staatsmeisterin auf der Triathlon-Langdistanz (2016).

## Werdegang
Jen Annett betreibt Triathlon seit 2008.
Seit einem Verkehrsunfall, als sie im Jahr 2008 beim Radtraining von einem Auto angefahren wurde, leidet Jen Annett an Epilepsie.
2012 kam ihr Sohn zur Welt und sie legte eine Mutterschaftspause ein. Seit 2013 startet sie als Profi-Athletin.

### Triathlon-Profi seit 2013
Bei der Challenge Penticton konnte Jen Annett im August 2016 ihren ersten Sieg als Profi-Athletin erzielen und sie wurde damit kanadische Meisterin auf der Triathlon-Langdistanz. Im August 2017 belegte die damals 32-Jährige bei der Weltmeisterschaft auf der Triathlon-Langdistanz (3 km Schwimmen, 120 km Radfahren und 30 km Laufen) den achten Rang.
Im August 2022 wurde die 37-Jährige Zweite beim Ironman Mont-Tremblant.
Im Juli 2024 entschied sie bei ihrem ersten Start auf der Ultraman-Distanz den Ultraman Canada (dreitätägiges Event) für sich und im Dezember gewann sie den Ultraman Hawaii.
Seit 2005 lebt sie mit ihrem Mann  und ihrem Sohn in Penticton.

## Sportliche Erfolge
| Datum/Jahr    | Rang | Wettbewerb                 | Austragungsort        | Zeit     | Bemerkung |
| ------------- | ---- | -------------------------- | --------------------- | -------- | --------- |
| 2. Juni 2019  | 3    | Ironman 70.3 Victoria      | Victoria              | 04:27:57 |           |
| 25. Juni 2017 | 2    | Ironman 70.3 Coeur d’Alene | Coeur d’Alene (Idaho) | 04:29:13 | [ 6 ]     |
| 4. Juni 2017  | 2    | Ironman 70.3 Victoria      | Victoria              |          |           |
| 12. Juni 2017 | 3    | Ironman 70.3 Victoria      | Victoria              |          |           |

| Datum/Jahr    | Rang | Wettbewerb                                      | Austragungsort | Zeit     | Bemerkung                                                                                           |
| ------------- | ---- | ----------------------------------------------- | -------------- | -------- | --------------------------------------------------------------------------------------------------- |
| 2. Dez. 2024  | 1    | Ultraman Hawaii                                 | Big Island     | 23:04:56 | Ultraman World Championships; neuer Streckenrekord                                                  |
| 25. Aug. 2024 | 5    | Ironman Canada                                  | Penticton      | 08:13:20 | hinter Sarah True                                                                                   |
| 29. Juli 2024 | 1    | Ultraman Canada                                 | Kanada         | 21:39:32 | [ 7 ]                                                                                               |
| 14. Okt. 2023 | 23   | Ironman Hawaii                                  | Hawaii         | 09:08:35 | |
| 23. Juli 2023 | 3    | Ironman USA                                     | Lake Placid    |          | hinter der US-Amerikanerin Alice Alberts                                                            |
| 20. Nov. 2022 | 4    | Ironman Arizona                                 | Tempe          | 09:06:26 | [ 8 ]                                                                                               |
| 6. Okt. 2022  | 19   | Ironman Hawaii                                  | Hawaii         | 09:29:15 | [ 9 ]                                                                                               |
| 21. Aug. 2022 | 2    | Ironman Mont-Tremblant                          | Québec         | 09:24:20 | hinter der US-Amerikanerin Haley Chura                                                              |
| 12. Juni 2022 | 2    | Ironman Des Moines                              | Des Moines     | 09:11:49 | North American Championships; hinter Skye Moench                                                    |
| 23. Apr. 2022 | 5    | Ironman Texas                                   | The Woodlands  | 09:25:52 | [ 10 ]                                                                                              |
| 28. Juli 2019 | 2    | Ironman Canada                                  | Whistler       | 09:27:43 | |
| 18. Nov. 2018 | 3    | Ironman Arizona                                 | Tempe          | 08:51:29 | mit neuer persönlicher Bestzeit                                                                     |
| 22. Juli 2018 | 2    | Ironman USA                                     | Lake Placid    | 09:33:48 | |
| 28. Apr. 2018 | 7    | Ironman Texas                                   | The Woodlands  | 08:49:26 | verkürzter Radkurs                                                                                  |
| 19. Nov. 2017 | 3    | Ironman Arizona                                 | Tempe          | 08:59:27 | |
| 27. Aug. 2017 | 8    | ITU Long Distance Triathlon World Championships | Penticton      | 06:10:44 | Weltmeisterschaft auf der Triathlon-Langdistanz (3 km Schwimmen, 120 km Radfahren und 30 km Laufen) |
| 30. Juli 2017 | 2    | Ironman Canada                                  | Whistler       |          | |
| 28. Aug. 2016 | 1    | Challenge Penticton                             | Penticton      | 06:13:49 | Kanadische Meisterschaft Langdistanz (3 km Schwimmen, 120 km Radfahren und 30 km Laufen)            |
| 26. Juli 2015 | 3    | Ironman Canada                                  | Whistler       |          | |
| 24. Aug. 2014 | 3    | Challenge Penticton                             | Penticton      |          | 3,8 km Schwimmen, 180 km Radfahren und 42,2 km Laufen                                               |
| 25. Aug. 2013 | 3    | Challenge Penticton                             | Penticton      |          | |

(Did Not Finish)